# بازینکور-سور-اپته
بازینکور-سور-اپته (به فرانسوی: Bazincourt-sur-Epte) یک کمون (فرانسه) در فرانسه است که در شهرستان اور واقع شده‌است. بازینکور-سور-اپته ۱۱ کیلومتر مربع مساحت دارد.